# FIFA 16
《FIFA 16》是由EA加拿大开发，并由艺电以EA Sports品牌发行的足球模拟游戏。游戏在Microsoft Windows、PlayStation 3、PlayStation 4、Xbox 360、Xbox One、Android和iOS平台上推出。
该游戏是FIFA系列中首款加入女足球员的游戏。本作的封面球员也是首度通过大众投票选出，其中包括系列前三位登上封面的女性球员之一。马丁·泰勒和阿兰·史密斯担任本作的评论员。

## 游戏玩法
本作收录了78座体育场，其中包括50座现实中的场馆。游戏加入了朴茨茅斯足球俱乐部的主场法頓公園球場，以纪念FIFA系列的创意总监西蒙·汉伯（Simon Humber）。他是朴茨茅斯球迷，于2015年因癌症去世。
生涯模式中还添加了全新的训练模式，允许玩家在无需真正让球员上场比赛的情况下培养所管理球队的球员。训练模式以技巧游戏的形式展开。系列曾于《2014年巴西世界杯》中首度引入了技巧游戏玩法。玩家能够设定球员应该发展的特定重点，球员将根据所选择的重点属性进行特定成长，并增加球员的轉會身价。

## 封面球员
《FIFA 16》是系列首款由球迷从提名名单中选出自己最喜欢的球员作为封面球员的游戏。被选中的球员会与利昂内尔·梅西一起登上澳大利亚、欧洲和拉丁美洲版游戏的封面。史蒂芙·卡特利是澳大利亚地区投票的胜者，并成为首批登上FIFA游戏封面的三位女性之一。亚历克丝·摩根和克里斯汀·辛克莱尔分别被EA选为美国和加拿大的封面人物。